# Potyczka pod Józefowem (1943)
Potyczka pod Józefowem – starcie zbrojne stoczone 1 czerwca 1943 roku w rejonie Józefowa między oddziałami Gwardii Ludowej, Armii Krajowej i Batalionów Chłopskich a niemieckim oddziałem wysłanym w celu pacyfikacji ludności Józefowa.

## Przebieg walk
W rejon Józefowa, 1 czerwca 1943 roku dotarł niemiecki oddział pacyfikacyjny wysłany w celu spacyfikowania ludności Józefowa. Przeciw niemickiej pacyfikacji wystąpiły dwa polskie oddziały partyzanckie. Pierwszym był
oddział Gwardii Ludowej im. Kotowskiego dowodzonym przez radzieckiego uciekiniera z niewoli niemieckiej Michaiła Atamanowa ps. Miszka Tatar, w którym służyli zbiegli jeńcy radzieccy, Polacy oraz Żydzi. Oddział ten należał do Grupy Operacyjnej im. Tadeusza Kościuszki. Drugim miejscowy oddział Batalionów Chłopskich dowodzony przez Antoniego Wróbla ps. Anton. Trzecim oddział Armii Krajowej dowodzony przez Hieronima Miąca ps. Korsarz.
Po dwygodzinnych walkach między oddziałami partyzanckimi a Niemcami, dowodzący oddziałem niemieckim zmuszony został do zarządzenia odwrotu i zaniechania pacyfikacji Józefowa. Niestety w czasie walk poległ Michaił Atamanow ps. Miszka Tatar dowodzący oddziałem Gwardii Ludowej. Pośmiertnie został odznaczony polskim Krzyżem Grunwaldu III klasy. W potyczce polegli też Józef Kudełka ps. Czarny i Malik Ażurow ps. Iwan Tadzik a kolejnych 17 partyzantów odniosło rany. Dzięki partyzanckiemu atakowi uratowani zostali mieszkańcy Józefowa, a sama miejscowość zyskała na trzy tygodnie wolność od okupacji niemieckiej.

## Upamiętnie
W okresie Polski Ludowej w miejscu śmierci Michaiła Atamanowa ps. Miszka Tatar mieszkańcy Józefowa postawili pomnik upamiętniający jego odwagę. W 2018 roku na wniosek IPN wojewoda lubelski, przy sprzeciwie radnych, burmistrza i społeczeństwa Józefowa, nakazał usunięcie pomnika, który upamiętniał śmierć Miszki Tatara i partyzanta Armii Krajowej Józefa Kudełki ps. „Czarny”.